# ديف فريمان
ديف فريمان (بالإنجليزية: Dave Freeman)‏ هو كاتب أمريكي، ولد في 21 فبراير 1961، وتوفي في 17 أغسطس 2008.